# Controvérsias sobre a Igreja Universal do Reino de Deus

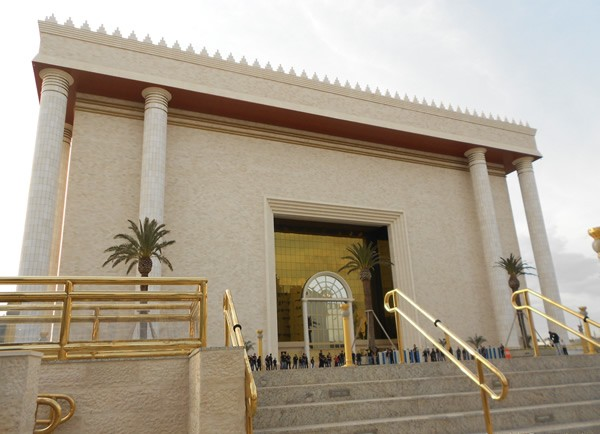
Templo de Salomão, em São Paulo.

A Igreja Universal do Reino de Deus (IURD), ou apenas Universal, é uma denominação cristã, evangélica neopentecostal, com sede no Templo de Salomão, na cidade de São Paulo, Brasil. Fundada em 9 de julho de 1977 por Edir Macedo e seu cunhado, R. R. Soares, tornou-se um dos maiores grupos neopentecostais brasileiros. Só no país, segundo estimativas do IBGE, a IURD tem mais de seis mil templos, 12 mil pastores e 1,8 milhão de fiéis. No mundo, segundo estimativas próprias, seriam cerca de 8 milhões de seguidores e 15 mil pastores em 105 países, especialmente nos de língua portuguesa. É uma das maiores organizações religiosas do Brasil e a 29.ª maior igreja, em números de seguidores, do mundo. A igreja, no entanto, tem sido frequentemente acusada de atividades ilegais, incluindo lavagem de dinheiro, charlatanismo, e feitiçaria. Um livro do ex-pastor Mario Justino relata um sistema de metas para os pastores, sendo que aqueles que coletam mais dinheiro recebem prêmios, como casas maiores, carros melhores e feriados. A igreja é acusada de extrair dinheiro de seus seguidores e de usá-lo para enriquecer seus líderes ao invés de auxiliar os necessitados. A igreja esteve sob investigação formal na Bélgica e jornais nos Estados Unidos, no Reino Unido, no Brasil e na Zâmbia relataram problemas relacionados a igreja.

## Acidente de Osasco
Em 1998, o telhado da Universal desabou em Osasco, deixando 24 pessoas mortas e mais de 467 ficaram feridas.

## Angola
Em 2013, na Angola, a Universal se manteve fechada por 70 dias em 230 templos e 500 mil fiéis ficaram proibidos de frequentar a igreja, por conta da morte de treze pessoas na "Vigília do Dia do Fim". A reunião foi feita no Estádio da Cidadela e as autoridades alegam que no momento do acidente, o estádio estava com superlotação, estimada em mais de 150 pessoas do ideal, que era de no máximo 30 mil. Houve também a detenção de pastores da Universal na Angola. O motivo do fechamento dos templos, foi a alegação que a Universal estava em situação irregular. Em contrapartida, em nota oficial, a Universal afirmou que estava em situação regular e está dando apoio a todas as investigações e as vítimas. No final de março, o governo autorizou as retomadas das atividades na Angola. Somente a Universal pode operar desde então, todas as outras igrejas evangélicas brasileiras continuavam fechadas. De acordo com o sociólogo Ricardo Mariano da PUC-RS , a Angola é terreno fértil para a Universal, que tem lá a TV Record, jornal, templos e conexões políticas, e por isso deve ter conseguido a reserva de mercado. Em comunicado da Universal à Folha Online, "Com referência à retomada de nossas atividades e às normas de funcionamento impostas pelo governo de Angola, informamos que a Universal respeita as decisões das autoridades de Estado".

## Recursos financeiros

### Sonegação fiscal
Segundo a Receita Federal, a IURD arrecada aproximadamente um bilhão e quatrocentos milhões de reais por ano. Por ser uma instituição sem fins lucrativos, a Igreja Universal tem imunidade fiscal ao recolhimento do Imposto de Renda, portanto os recursos arrecadados pela igreja, como o dízimo, não tributados, deveriam ser usados em obras assistenciais, por isso, a Universal tem sido alvo de investigação. De acordo com a Promotoria, valores obtidos dos fiéis da Universal foram remetidos para empresas no Brasil e depois para companhias com sede nas Ilhas Cayman. Em 2010, o Tribunal de Justiça de São Paulo (TJ-SP), anulou todas as acusações feita pelo Ministério Público contra a Universal e seus representantes, considerando ilegal a investigação conduzida pelos promotores do Grupo de Atuação Especial e Repressão ao Crime Organizado. Porém, o presidente do Superior Tribunal de Justiça (STJ), Ari Pargendler, acolheu a denúncia da Procuradoria Geral de Justiça de São Paulo e restabeleceu um pedido de auxílio direto, encaminhado à Promotoria de Nova York para rastreamento de dados bancários e fiscais da Universal nos Estados Unidos. Os advogados da igreja ingressaram com mandado de segurança, acolhido pela presidência do TJ, que tornou sem efeito o acordo sob argumento de que tal medida deveria ter respaldo e autorização judicial no Brasil, porque envolve quebra de sigilo.

### Arrecadação de dinheiro de fiéis
Em 1992, o Ministério Público denunciou o líder da Universal por "delitos de charlatanismo, estelionato e lesão à crendice popular". Macedo ficou detido por onze dias, depois foi solto e livrou-se das acusações. A foto de Macedo na prisão virou capa de sua biografia autorizada O Bispo – A História Revelada de Edir Macedo, lançada em 2007. Todas as acusações contra Edir Macedo, isso desde 1992, foram arquivadas por falta de provas, segundo o advogado Arthur Lavigne. Lavigne questionou uma suposta divergência nos dados da Receita Federal e do Conselho de Controle de Atividades Financeiras (COAF). Houve também denúncias arquivadas no Supremo Tribunal Federal. Para ele, "estas acusações criminosas nem merecem resposta".
Em 2009, a Justiça aceitou a denúncia do Ministério Público Federal paulista contra Edir Macedo e mais nove integrantes da Universal pelas acusações de formação de quadrilha e de lavagem de dinheiro, acusados de se apropriarem dos dízimos e ofertas de fiéis, usando o dinheiro coletado para construir um patrimônio pessoal e comprar emissoras de televisão e rádio. A denúncia baseou-se em uma apuração da movimentação financeira da IURD ao longo de seus mais de 30 anos de existência. Em 2007, foi iniciada a investigação que levou à quebra judicial dos sigilos bancário e fiscal da Universal e levantou o patrimônio acumulado dos seus dirigentes entre 1999 e 2009; mesmo isentas de pagar impostos, as organizações religiosas são obrigadas a declarar os bens doados que receberam de seus fiéis. Segundo a investigação, ao menos 50 empresas, como emissoras de rádio e TV (em especial a Rede Record), gráficas e agências de turismo controladas direta ou indiretamente por integrantes da Igreja Universal do Reino de Deus são beneficiadas por doações feitas por fiéis em todo o país.
Uma publicação no site do jornal espanhol El País sobre o templo em 2 de agosto de 2014 afirmou que os fiéis da IURD seriam obrigados a doar 10% de seus salários, o Bispo Edir Macedo se apropria de doações de fiéis para enriquecimento pessoal e que Universal praticava o “comércio de bençãos”. Em dezembro de mesmo ano, a justiça espanhola obrigou o jornal El País a publicar uma retratação em favor da Igreja negando todas as acusações feita pelo periódico.

## Edir Macedo

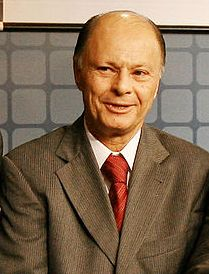
Edir Macedo

Segundo a revista Forbes, Edir Macedo é o pastor mais rico do Brasil, tendo patrimônio estimado em janeiro de 2013, em quase dois bilhões de reais. A Universal e Edir Macedo contestaram e afirmaram em nota que, embora a Rede Record seja de sua propriedade, Macedo não seria remunerado nem participaria de lucros ou quaisquer outros recursos financeiros provenientes da emissora e que os mesmos seriam reinvestidos na Record. Seu único sustento viria da igreja através da "ajuda de custo" paga a pastores e bispos pela instituição e dos direitos autorais dos livros de sua autoria.
Em 2007, foi aberta uma denúncia em São Paulo pelo deputado estadual Afanásio Jazadji contra Macedo pela suposta prática de crimes de falsidade ideológica contra a fé pública, sonegação fiscal e lavagem de dinheiro. De acordo com a denúncia, Edir teria se apropriado de recursos da igreja para formar patrimônio pessoal em organizações de comunicação.
Em 2007, o jornal Folha de S. Paulo apontava que Macedo era o maior detentor de concessões na mídia eletrônica brasileira, com 23 emissoras de TV, entre elas a Rede Record, e 40 emissoras de rádio, e que a extensão financeira do conglomerado, registrada no então paraíso fiscal da Ilha de Jersey, serviria para "lavagem de dinheiro" dos dízimos recebidos pela Universal.

### Prisão em 1992
"Convenço-me sobre os nefastos e malsinados efeitos que redundam na eventual liberdade do agente, propagando-se a doutrina e contando com a colaboração de massas enfileiradas de pessoas incautas e incultas, com o propósito notadamente mercantilista".

—Justificativa do juiz Henrique Abraão.
Em 1992, após um culto de domingo na antiga catedral da Universal no bairro de Santo Amaro em São Paulo, várias viaturas da Polícia Civil cercaram o carro de Edir e o levaram ao 91º Distrito Policial no distrito da Vila Leopoldina. Ele foi acusado de charlatanismo, estelionato e curandeirismo.
Houve várias tentativas por parte dos advogados, Campos Machado e o ex-Ministro da Justiça Márcio Thomaz Bastos, para pedir habeas corpus. Eles diziam que a cadeia era uma medida "violenta e inconstitucional, sem nenhuma justificativa, mesmo porque, se o bispo for condenado, terá direito a prisão domiciliar, pois é primário e tem bons antecedentes". Após a prisão, artistas e políticos argumentaram em favor de Macedo, entre eles o ex-presidente Lula e o jogador de futebol Pelé.
Outros políticos brasileiros de esquerda uniram-se na crítica à decisão da Justiça. Aloysio Nunes Ferreira, até então deputado federal pelo PSDB, também visitou a cadeia onde Macedo estava preso. "É pura violência, pura perseguição. Tem meu maior repúdio", diz Nunes. O primeiro pedido para soltar Edir Macedo foi negado. Várias pessoas passaram a noite na porta do 91º DP. Sete dias após, a delegada de plantão Sílvia Souza Cavalcanti viu a indignação dos manifestantes e pediu ao bispo que ele gravasse uma mensagem para a rádio para acalmar as pessoas: "Só peço às pessoas que fazem parte desta família Universal do Reino de Deus que orem e façam jejum para que venhamos a sair daqui o mais rápido possível. Que Deus, no tempo certo, venha nos livrar e possamos então comungar juntos a fé cristã. Eu quero agradecer o carinho de todos nestes momentos difíceis. Conto com a oração de cada um. Muito obrigado", diz o bispo. Edir Macedo ficou preso por 11 dias, mas livrou-se das acusações. Anos depois, a foto de Edir Macedo na prisão ilustrou sua biografia: "O Bispo: A História Revelada de Edir Macedo", lançada em 2007.

Capa do livro O Bispo, que mostra Edir Macedo preso em 1992

Em seu livro Nada a Perder, Edir Macedo responsabiliza a Igreja Católica pela sua detenção. Para reforçar a tese de que foi vítima de uma conspiração do Vaticano, ele conta ter visto um "homem de batina" fazendo anotações durante seu depoimento ao juiz que havia decretado sua prisão. O juiz Carlos Henrique Abraão disse a Edir se, após a prisão dele, havia diminuído o número de pessoas frequentando a Universal. Macedo respondeu que não. O segundo pedido de habeas corpus também foi negado.
Em 1992, vários fiéis ficaram em frente ao Palácio 9 de Julho, sede da Assembleia Legislativa do Estado de São Paulo, com frases "Queremos Justiça!". Dias depois eram mais de 3 mil. As pessoas que lá estavam oraram e cantaram. Dentro do prédio, mais de trezentos pastores das mais de 30 outras denominações evangélicas, pediam que Edir Macedo fosse liberto. Foi feito um abaixo-assinado exigindo respeito à Constituição brasileira, que garante liberdade religiosa. O Tribunal de Justiça de São Paulo julgou o terceiro pedido de libertação ao bispo. Em plenário, Thomaz Bastos disse que não havia base para manter a prisão. O advogado recorreu a quatro justificativas para acabar com a prisão provisória: o bispo Macedo tinha bons antecedentes, residência fixa, família e não havia se recusado, em nenhum instante, a dar esclarecimentos sobre as acusações. A discussão durou quinze minutos. Os desembargadores decidiram por 3 votos a zero a libertação do bispo.
"Estamos diante de um caso em que vão entrar em jogo princípios extremamente importantes, como a intolerância, o preconceito, o conflito entre as religiões, o princípio da liberdade de culto. Questões fundamentais para que o Brasil construa realmente um regime democrático", disse Thomaz Bastos após a libertação de Macedo.

## Intolerância religiosa

### Religiões afro-brasileiras
A Universal teve algumas polêmicas com outros grupos religiosos, em especial as religiões da cultura afro-brasileira como o candomblé e a umbanda. Edir Macedo e outros pastores da Universal já foram acusados de intolerância. Em 2005, a Justiça brasileira determinou a retirada de circulação de todos os exemplares do livro Orixás, Caboclos e Guias: Deuses ou Demônios?, de autoria de Macedo, por conta, segundo a juíza Nair Cristina de Castro, de seu teor preconceituoso, mas um ano depois, o Tribunal Regional Federal da 1ª Região, em Brasília, liberou a venda com a justificativa de que a proibição contraria o princípio da liberdade de expressão, garantido pela Constituição Federal brasileira.
Em 2003, após realizarem críticas ao candomblé no programa Ponto de Luz, exibido pela TV Record de Salvador, o bispo Sérgio Santos Correa e os pastores Gilberto Muniz Pereira e Marco Aurélio Trindade foram denunciados por discriminação religiosa pelo Ministério Público da Bahia. No programa, uma suposta ex-mãe-de-santo, afirmou ter feito um "trabalho" de macumba para matar um desafeto e este, conforme a mulher, teria morrido. Vários praticantes do candomblé declararam que tiveram terreiros atacados por evangélicos e acusaram a Universal de incitar esses atos.
Em 2008, a Universal sofreu acusações do STJ devido a um processo de herdeiros da ialorixá baiana Gildásia dos Santos por intolerância religiosa. A Universal pagou mais de cento e quarenta e cinco mil reais, sendo vinte mil e setecentos para cada um. O processo foi por conta de uma publicação do jornal Folha Universal intitulada "Macumbeiros charlatões lesam o bolso e a vida dos clientes".
| “ | Com nomes bonitos e cheios de aparatos, os demônios vêm enganando as pessoas com doutrinas diabólicas. Chamam-se orixás, caboclos, pretos velhos, guias, espíritos de luz, entre outros. Dizem-se ser exus, erês, espíritos de crianças, médicos famosos, poetas famosos, etc., mas na verdade são anjos decaídos. | ” |

Segundo a estudiosa Patrícia Birman, a Universal está na frente do processo de preconceito religioso, com o objetivo de conquistar novos membros. No livro Orixás, Caboclos e Guias: Deuses ou Demônios?, Edir Macedo afirma que todos os males, doenças, misérias, entre outros são causados pelos supostos "demônios" que as religiões afro-brasileiras cultuam. A Universal afirma que a umbanda, quimbanda, candomblé e o espiritismo geralmente são os principais meios de atuação dos demônios, principalmente no Brasil. Ricardo Mariano, no livro Neopentecostalismo: os Pentecostais estão Mudando, publicado em 1995, diz que a doutrina contrária à crenças pagãs tornou-se um dos principais pilares da denominação evangélica. Os centros são uma "morada de demônios"; seus deuses são classificados como "espíritos malignos", seus cultos são "rituais do demônio"; seus líderes religiosos "serviçais do diabo"; seus fiéis e clientes "pessoas ignorantes que caíram na armadilha de Satanás". A igreja faz o processo de libertação dos seus fiéis, o chamado exorcismo, só para assim, alcançarem os milagres.
Apesar disso, a relação privilegiada da Universal com o governo brasileiro e o Itamaraty convenceu alguns líderes políticos africanos a darem uma liberdade para a Universal, inclusive sendo a única igreja evangélica que pode operar na Angola, junto com o candomblé e a Igreja Católica.

### Igreja Católica

Fotografia de um televisor exibindo o momento em que o Bispo Sérgio von Helde chuta a estátua

A Universal apresenta um grande contraste com a Igreja Católica, tendo discordâncias nas doutrinas e seu fundador Edir Macedo, já declarou que "a Igreja Católica é uma desgraça para o Terceiro Mundo" e que o Papa é "exclusivamente um político". Esse enfrentamento se manifestou de diversas formas, até mesmo em disputas eleitorais.
Em 12 de outubro de 1995, data em que os católicos celebram Nossa Senhora Aparecida, o então bispo da Igreja Universal Sérgio Von Helde chutou e deu socos em uma imagem da santa, durante os programas "Despertar da Fé" e "Palavra da Vida", da Rede Record. Edir Macedo disse que a atitude do chute na imagem foi um erro, o maior erro da instituição. Após esses acontecimentos, Macedo entrou pelo ar na rádio e na televisão pedindo desculpas pelas atitudes de Sérgio. Várias queixas em delegacias e fóruns foram feitas contra Von Helde. Essa atitude atrasou o trabalho da Universal em 10 anos, segundo Macedo. A Rede Record sofreu vários cancelamentos de contratos e membros no México e na Espanha diminuíram consideravelmente. Esse episódio foi interpretado como ultraje à Igreja Católica e a outras religiões. Obreiros foram proibidos de andar com o uniforme na rua e vários membros foram expulsos de suas casas. Em 2006, Sérgio foi punido pela instituição após ter maltratado outros pastores em Nova York, logo depois ele pediu que saísse do cargo.
A igreja teve controvérsia com o Vaticano sobre a distribuição de preservativos. A Universal é favorável ao uso de camisinhas e outros métodos de prevenção, e tem trabalhado principalmente no continente africano, onde o número de infectados pela AIDS é grande. "Nós não podemos evitar que as pessoas tenham relações sexuais, distribuindo camisinhas, estamos fazendo um trabalho social, a legalização do aborto vem sendo abordada de forma ainda mais aberta.", diz Edir Macedo.
Em outubro de 1991, foi feita uma concentração do Papa João Paulo 2º no qual concentrou 130 mil pessoas na Basílica Nacional de Aparecida. A igreja Universal reuniu mais de 200 mil no Maracanã (maior estádio do mundo na época) dias antes da chegada do pontífice ao Brasil. No seu livro Nada a Perder 2, Macedo afirma que foi pressionado por autoridades de Brasília para que fosse cancelado o evento.

### Relação com outras igrejas evangélicas
Em 1992, a Universal foi excluída da Aliança Evangélica Portuguesa. Desde 1995, a Federação de Entidades Religiosas Evangélicas da Espanha (Ferede) não reconhece a Universal como evangélica. Em 1997, a Câmara dos Representantes da Bélgica a descreveu, como uma "associação criminosa, cujo único objetivo é o enriquecimento... uma forma extrema de mercantilismo da fé". Em Luxemburgo, recaiu sobre a igreja a suspeita de que "está envolvida em lavagem de dinheiro".
A Universal teve algumas controvérsias com o ex-bispo e atual fundador da Igreja Mundial do Poder de Deus, Valdemiro Santiago. A Rede Record e a Folha Universal, publicaram uma reportagem denunciando a compra de fazendas na região do Pantanal brasileiro, em que Santiago teria feito com dinheiro dos fiéis da Mundial. Valdemiro criticou os recursos provenientes dos dízimos e ofertas de fiéis que a Universal repassaria à Rede Record. Segundo o jornal Folha de S. Paulo, há uma estimativa que 30% dos frequentadores da Igreja Mundial vieram da Universal. Neste número, contasse também os pastores que foram atraídos para a Mundial.

## Relação com a mídia

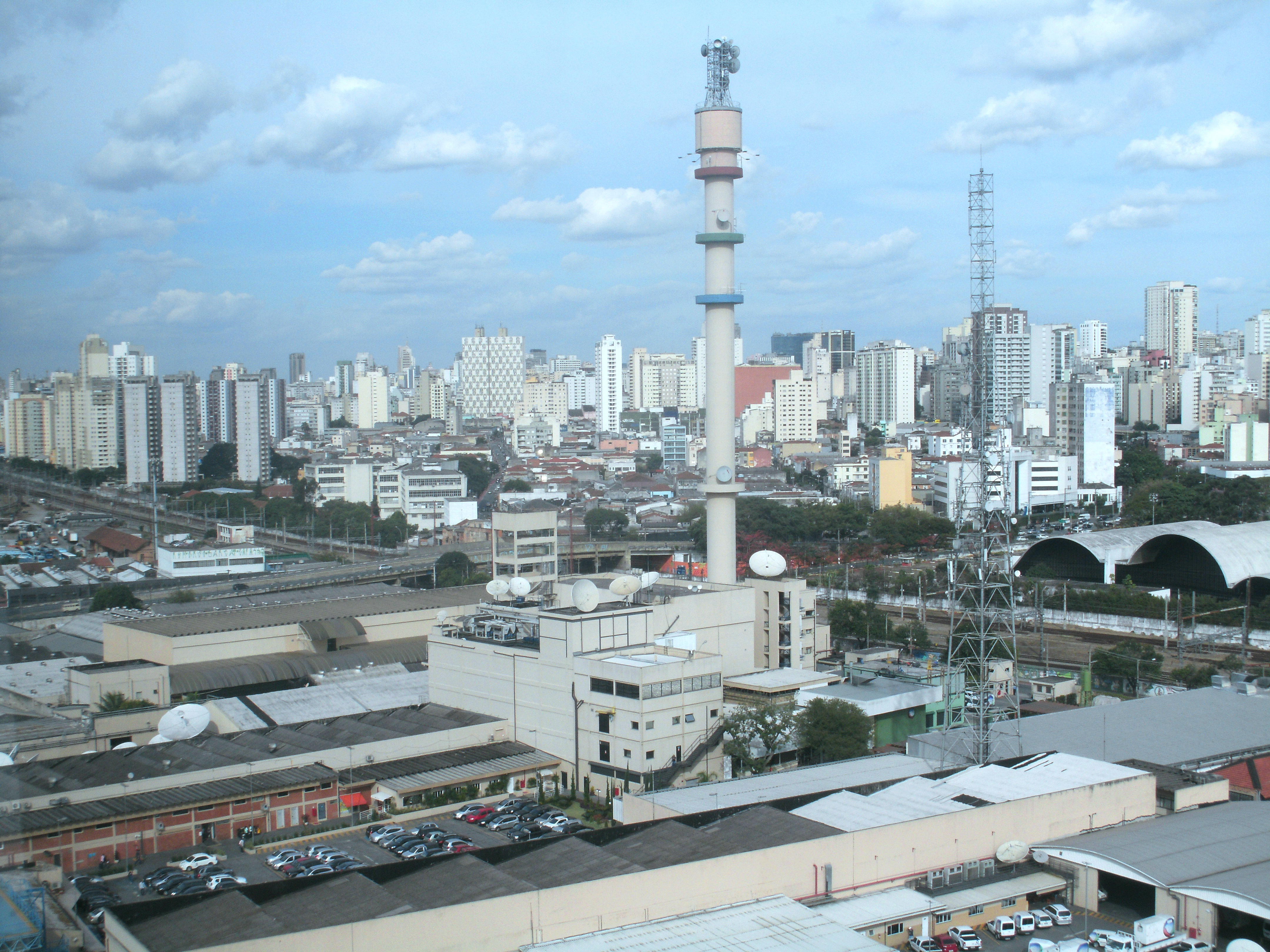
Sede da RecordTV, controlada por Macedo, em São Paulo.

A Igreja Universal, juntamente com a Rede Record e a Folha Universal, principais meios de comunicação ligados à instituição, já tiveram inúmeros conflitos editorias com vários outros meios no Brasil, entre eles o portal UOL, a revista Veja, o jornal Folha de S. Paulo e em especial a TV Globo. Edir Macedo afirmou ao site da Istoé, que a emissora carioca é um dos maiores inimigos da Universal.
A primeira reportagem televisiva contrária à Universal foi transmitia na extinta TV Manchete no programa Documento Especial, que os tachou de fanáticos e comandantes de uma igreja cheia de miseráveis.
O fruto da controvérsia com a Globo foi durante a prisão de Edir em 1992. Segundo Macedo, a emissora agiu "de modo perverso, que foi maltratado quando estava na cadeia e outros episódios que envolveram a Igreja Universal." Ele acredita que foi "execrado sem chance de defesa." Durante o lançamento do canal Record News, Edir referiu a Rede Globo como detentora do monopólio da comunicação no Brasil. "Por anos foi injustiçada por um grupo que tinha e mantém o monopólio da informação no Brasil" diz Macedo.

Não conheço a família Marinho, não sei se são más pessoas. Mas a instituição Rede Globo faz mal ao Brasil.— Edir sobre a família Marinho e a Rede Globo.
Em 1995, a Rede Globo apresentou uma reportagem na qual Edir Macedo ensinava pastores a convencer fiéis a doar dinheiro para a Igreja Universal. Um vídeo foi veiculado pelo site YouTube, no qual Edir Macedo afirma que os pastores têm de ser firmes ao pedir doações: "Tem de ser assim: Você vai ajudar na obra de Deus? Se não quiser ajudar, Deus arrumará outra pessoa para ajudar. Entendeu como é que é? Se quiser [dar dinheiro], amém, se [o fiel] não quiser. Ou dá ou desce.  O bispo apresentou pedido para que o vídeo fosse retirado do ar, mas teve a solicitação negada pela justiça. Depois do ocorrido, Macedo explicou que "ou dá ou desce" quer dizer que ou a pessoa é fiel em seus dízimos e ofertas, ou ela desce (não é abençoada).
Em 1995, o jornal Folha de S. Paulo publicou uma matéria com o título "Decadência usa frase de bispo", que mostra a minissérie "Decadência" de Dias Gomes inspirada nas palavras de Edir Macedo. Logo depois dessa matéria, a Globo colocou na abertura da minissérie: "É imprescindível renovar o respeito a todas as religiões." Para Edir, isso pareceu demagogia. Na mesma minissérie global, em um episódio foi jogado um sutiã em cima da Bíblia Sagrada, acontecimento que não foi tão criticado na mídia quanto o chute na santa.
Tais acusações voltaram a ser repetidas.  A Igreja Universal montou uma equipe que orienta seus fiéis a mover ações judiciais contra jornais que publiquem reportagens negativas sobre a entidade religiosa. Isso aconteceu após a Folha de S.Paulo publicar a reportagem que uma das empresas, a Unimetro, estaria ligada à empresa Cableinvest, registrada no paraíso fiscal da ilha de Jersey, havendo a suspeita de que dízimo estava sendo depositado neste paraíso fiscal. A Igreja Universal processou o jornal Folha de S.Paulo por danos morais por ter sido prejudicada pela reportagem. Em 2010, a Igreja Universal perdeu a ação, de acordo com o juiz Alexandre Munhoz, o trecho da reportagem retrata um suposto esquema de corrupção, mas a Folha de S.Paulo não confirmava o fato. Os fiéis da Igreja Universal também entraram com processos contra a Folha de S.Paulo, somatizando mais de 90 ações.
Os jornais Extra (do Rio de Janeiro), A Tarde (da Bahia) e dois profissionais desses veículos também receberam ações por parte de pastores da igreja, por terem noticiado o ato de vandalismo em uma igreja católica por um membro da IURD.
Em contrapartida, a Rede Record e a Folha Universal começaram a entrar em controvérsia com a Globo publicando partes do documentário televisivo britânico Beyond Citizen Kane, dirigido por Simon Hartog e exibido em 1993 no canal inglês Channel 4. O documentário mostra as relações entre a mídia e o poder no Brasil, focando na análise da figura de Roberto Marinho. O mesmo foi publicado em várias edições do jornal da igreja e no site Arca Universal.
Em agosto de 2009, houve um extenso conflito entre a Record e a Rede Globo, com sete dias seguidos de acusações e denúncias em seus principais telejornais diários e semanais. O Jornal da Record e o Jornal Nacional levaram ao ar reportagens ao mesmo tempo. A Record chegou a reservar mais de 20 minutos para atacar a sua concorrente e mostrou um programa especial de aproximadamente uma hora de duração no Domingo Espetacular, que incluía um depoimento de Edir Macedo sobre as acusações. Nele, a Record ligou as Organizações Globo com a ditadura militar brasileira e afirmou que um promotor responsável pelas investigações da igreja já havia sido suspeito de beneficiar a emissora carioca. Segundo uma reportagem do Jornal Nacional, um relatório da polícia afirmou que o dinheiro das doações dos fiéis seria injetado na emissora, sendo maquiado pela compra de espaço publicitário com um preço acima do mercado.
Em 13 de setembro de 1995, foi publicado uma reportagem na revista Istoé, afirmando que o próprio Roberto Marinho já admitiu que a Record seria a principal concorrente para ameaçar o monopólio da Rede Globo.
Ainda em 2009, a IURD no programa Fala Que Eu Te Escuto, mostrou imagens de templos em várias capitais do Brasil, lotados para a vigília nomeada de "Protesto Contra a Rede Globo".  Em links transmitidos ao vivo no programa, mostrou testemunhos de pessoas que diziam nunca mais sintonizar a Globo. "Nem a novela das 8, que eu tanto gosto, vou assistir mais", diz uma das fiéis.
Em uma matéria veiculada pelo jornal O Globo, foi mostrado que a Polícia Rodoviária Federal do Rio de Janeiro, localizou um carro Mitsubishi Airtrek em chamas e dentro dele tinha um pacote contendo cem mil reais escondido no capô. O proprietário de uma revendedora de veículos localizado em Bauru interior de São Paulo, afirmou que o veículo foi comercializado para um suposto pastor da IURD. De acordo com a testemunha, o pastor dizia estar indo para o Rio de Janeiro a fim de abrir uma igreja com o dinheiro dos fiéis. Tal afirmação foi negada pela instituição que afirmava ser uma maneira das Organizações Globo prejudicar a imagem da instituição. "Vasculhamos o nosso arquivo vivo e morto, de cima pra baixo, e em 35 anos de igreja, o referido pastor não existe", afirmou Guaracy Santos, bispo da IURD.
O bispo ainda disse que ele não compreende o que acontece com a emissora. "Há alguns anos atrás nós estávamos em 33 países. Vocês, de mãos dadas só Deus sabe com quem, promoveram uma perseguição orquestrada contra a gente. Pois bem, nós estávamos em 33 países, e depois da perseguição de vocês, cara cúpula da ‘rede esgoto’, nós fomos parar em 187", afirmou Guaracy. "Cada vez que vocês levantam uma perseguição orquestrada e mentirosa, vocês ofendem as pessoas inteligentes desse país", disse Santos, que encerrou afirmando que uma das maiores ferramentas de mídia da Universal é a própria Rede Globo que com as perseguições promove a igreja, que segundo ele, alcançou mais países que a rede de restaurantes McDonald's.

## Aborto
A IURD é a única igreja cristã dentro do núcleo católico e evangélico que apoia o aborto induzido. Essa posição não é declarada por dogmas da referida igreja, entretanto, após publicação de sua biografia e entrevistas sobre o livro, o Bispo Edir Macedo, líder da igreja, declara que seria o referido método uma alternativa contra a violência. "Sou a favor do direito de escolha da mulher. Sou a favor do aborto, sim. A Bíblia também é, diz o bispo Edir Macedo, usando como base bíblica uma passagem do livro de Eclesiastes.

«Se alguém gerar cem filhos, e viver muitos anos, de modo que sejam muitos os dias da sua vida, porém a sua alma não se fartar do bem, e além disso não tiver sepultura; digo que é melhor do que ele um aborto, pois vem debalde e volta para as trevas, e de trevas se encobre o seu nome;» (Eclesiastes 6:3–3)
O bispo acredita que muitas mulheres põem suas vidas em risco ao procurar realizar um aborto de forma ilegal, sem assistência médica. Segundo o bispo, a lei não evita que a mulher aborte, mas faz com que elas procurem as maneiras mais impróprias para o ato. O bispo também diz que é uma hipocrisia apontar o pecado de quem aborta, sendo que o erro começa na banalização do sexo, na desinformação, e nos inúmeros fatores que levam um casal a se relacionar, e que as crianças acabam sendo abandonadas no mundo à própria sorte pela inconsequência e irresponsabilidade de adultos despreparados.
Permitir que uma criança indesejada venha ao mundo em uma família desestruturada, sem condições de lhe oferecer uma vida minimamente digna, expondo-a à violência, maus tratos, perda da autoestima e tantas outras mazelas, não significa dar um ser à luz, mas sim condená-lo à morte— Bispo Macedo
Nas primeiras semanas de transmissão da Record News, uma das propagandas veiculadas foi o direito de escolha da mulher em fazer o aborto induzido.
Entre os argumentos pró-aborto à Folha de S.Paulo, relata sobre a posição do líder da IURD: “O que é menos doloroso: aborto ou ter crianças vivendo como camundongos nos lixões de nossas cidades, sem infância, sem saúde, sem escola, sem alimentação e sem qualquer perspectiva de um futuro melhor?”
Ele associa a prática do aborto ao planejamento familiar e defende que tal prática diminuiria a violência no país, no qual ele diz "Por que a resistência ao planejamento familiar? Acredito, sim, que o aborto diminuiria em muito a violência no Brasil, haja vista não haver uma política séria voltada para a criançada."
Edir diz que também é a favor do uso de todos os métodos existentes de controle da natalidade, tais como camisinha, vasectomia, laqueadura, entre outros. "Muitos podem pensar que isso é egoísmo. Mas não vejo dessa forma. É inteligência, questão de sobrevivência.". E diz que recomenda o uso de até duas camisinhas, caso uma falhe.
Tal atitude, obteve inicialmente reação dos grupos de apologética cristã, entre eles o CACP publicou uma matéria como  posicionamento do líder Edir Macedo, defensor do aborto induzido e do uso de embriões humanos pela medicina.  Posteriormente, a Record também assumiu tal posicionamento. Em entrevista à Veja, o vice-presidente da Record disse que a posição da emissora de TV era orientação do líder Edir Macedo. O vice-presidente da emissora disse: "Foi uma orientação direta do senhor Edir Macedo, que nos pediu que conscientizássemos a sociedade da importância da mulher poder decidir sobre seu próprio destino".
Flávio Martinez se diz contrário à posição do Edir de defender o aborto, e defende que nada do que está escrito na Bíblia, afirma em dar o direito da mulher ao aborto. E conclui que cabe a Macedo explicar com maiores detalhes sua opinião.

## Atuação em outros países

### Estados Unidos
Em 2000, no New York Post, foram feitas críticas à forma como a Universal age nos Estados Unidos. Mario Justino, ex-pastor, que afirma ter pregado para a Universal no Brasil, Portugal e Brooklyn, disse que seus superiores o encarregaram de dizer às pessoas: "Se você não dá, Deus não olha para os seus problemas." Ainda segundo ele, a IURD supostamente possuía um sistema de metas para os pastores, onde os que alcançarem maiores arrecadações em dinheiro, recebem "prêmios" em bens. Em contrapartida, os pastores que não atingirem tais metas recebem "punições". Tal fato nunca foi confirmado.
Em 2010, a Promotoria de Justiça de Nova York acusou a tesoureira da Igreja Universal do Reino de Deus nos EUA, Regina da Silva, de fraudes e falsificações, para obter empréstimos hipotecários de mais de vinte milhões de dólares. Seu advogado disse na audiência, que ela cumpriu com a maior parte das exigências legais para assegurar as hipotecas e que Silva não foi a beneficiária das transações, mas a Universal, segundo relato do New York Post. Para os promotores, ela enganou o governo e o Signature Bank ao fraudar solicitações de empréstimos em nome da denominação. A Igreja Universal afirmou que não houve qualquer fraude nem obtenção de vantagem indevida por parte de Regina da Silva ou outras pessoas relacionadas à Igreja Universal, assim como não houve qualquer prejuízo à instituição financiadora.

### Portugal
Segundo uma reportagem da emissora portuguesa TVI feita em dezembro de 2017, os netos de Edir Macedo teriam sido ilegalmente adotados em Portugal nos anos 1990 como parte de um esquema ilegal de adoções e tráfico de crianças mantido pela IURD. As crianças teriam sido levadas ao Brasil à revelia de suas mães. Segundo jornais e agências do país, o Ministério Público português abriu inquérito para investigar o caso. A Universal afirma que as adoções foram legais e diz que tomará as medidas legais cabíveis.

### África
Em 1998, a IURD foi banida da Zâmbia sob a acusação de "práticas não cristãs". A proibição foi derrubada depois que a igreja apelou ao Supremo Tribunal do país. Em novembro de 2005, a igreja foi novamente banida da Zâmbia sob a acusação de promover os rituais satânicos e as licenças de trabalho para seus pastores foram revogadas. A proibição foi novamente derrubada após recurso à Justiça.
Também em 2005, a IURD foi banida de Madagascar, depois de alguns de seus membros terem sido presos por queimarem uma Bíblia e outros objetos religiosos em público. A igreja foi banida com o argumento de que foi licenciada em 1998 como uma "sociedade estrangeira" e não uma "sociedade de culto". Em anos posteriores, a IURD incentivou a doação de sangue por seus membros; Em uma campanha, 300 doadores foram recrutados, muito mais do que antes do envolvimento da IURD.
Em 2013, em Angola, a Universal se manteve fechada por 70 dias em 230 templos e 500 mil fiéis ficaram proibidos de frequentar a igreja, por conta da morte de treze pessoas na "Vigília do Dia do Fim". A reunião foi feita no Estádio da Cidadela e as autoridades alegam que no momento do acidente o estádio estava com superlotação, estimada em mais de 150 pessoas do ideal, que era de no máximo 30 mil. Houve também a detenção de pastores da Universal na Angola. O motivo do fechamento dos templos foi a alegação que a Universal estava em situação irregular. Em contrapartida, em nota oficial, a Universal afirmou que estava em situação regular e está dando apoio a todas as investigações e às vítimas. No final de março, o governo autorizou as retomadas das atividades na Angola. Somente a Universal pode operar desde então, todas as outras igrejas evangélicas brasileiras continuavam fechadas. De acordo com o sociólogo Ricardo Mariano da PUC-RS, a Angola é terreno fértil para a Universal, que tem lá a TV Record, jornal, templos e conexões políticas, e por isso deve ter conseguido a reserva de mercado. Em comunicado da Universal à Folha Online: "Com referência à retomada de nossas atividades e às normas de funcionamento impostas pelo governo de Angola, informamos que a Universal respeita as decisões das autoridades de Estado". Em dezembro de 2015, os líderes da Universal em Angola foram absolvidos de todas as acusações pelo Tribunal Provincial de Luanda. O Ministério Público angolano informou que recorrerá da sentença.
Em São Tomé e Príncipe, uma revolta popular provocou a depredação de vários templos da IURD e a morte de um adolescente. A crise envolveu chefes de Estado africanos, mobilizou congressistas brasileiros e pode resultar na expulsão da Universal do país. O imbróglio teve início em 11 de setembro de 2019, quando um pastor são-tomense da Universal foi preso na Costa do Marfim, acusado de ser o autor de mensagens que denunciariam supostos abusos da igreja contra funcionários africanos.

## Assassinatos

### Lucas Terra
Em 21 de março de 2001, Lucas Terra, com 14 anos de idade, sofreu agressões sexuais e queimado vivo supostamente pelo pastor Silvio Roberto Galiza, um bispo, um obreiro e um segurança da sede da Universal em Salvador. Lucas teria sido morto por ter flagrado dois dos pastores fazendo sexo dentro do templo. Até o momento, apenas o pastor Galiza foi condenado pela justiça. Após ser condenada nesse caso por danos morais, a Igreja Universal pagou dois milhões de reais à família de Lucas Terra.
O pastor Galiza foi condenado a 18 anos de prisão, a pena foi reduzida para 15 anos, em regime aberto. Os demais envolvidos não foram a júri popular por falta de provas. A decisão foi tomada em novembro de 2013, pela juíza Gelza Almeida.

### Victoria Climbié
Victoria Climbié era uma criança de oito anos de idade, cuja morte cruel no Reino Unido levou a grandes mudanças nas políticas de proteção à criança. Ela morreu de abuso e negligência enquanto vivia com sua tia-avó, Marie-Therese Kouao, e o namorado da tia. Victoria foi vista por dezenas de assistentes sociais, enfermeiros, médicos e policiais antes de morrer, além de um pastor da IURD, mas todos não conseguiram detectar ou interromper o abuso. Kouao e seu namorado foram acusados de crueldade infantil e assassinato. Durante as entrevistas policiais, ambos alegaram que Victoria era possuída por espíritos malignos. Ambos foram condenados por homicídio e sentenciados a prisão perpétua. O assassinato de Victoria levou a um inquérito público que investigou o papel dos serviços sociais, do Serviço Nacional de Saúde, da IURD e da polícia na morte da menina.
Em fevereiro de 2000, o pastor Álvaro Lima viu a menina e expressou a opinião de que ela estava possuída por um espírito maligno, dizendo em uma declaração escrita ao inquérito que Victoria lhe havia dito "que Satanás controlou sua vida, que Satanás havia dito a ela que queimará seu corpo". Ele aconselhou Kouao a trazer Victoria de volta à igreja uma semana depois, dizendo que mais tarde passou a suspeitar que ela estava sendo abusada. No entanto, ao invés de notificar as autoridades, ele orou por ela com um assistente. Ele a viu novamente vários dias depois com sua mãe e aconselhou Kouao a levar a garota ao hospital, onde ela morreu por conta dos abusos que sofreu. A IURD planejava "expulsar o diabo" da garota no dia da sua morte.

## Outros

### Denúncia de assédio judicial
Em 3 de fevereiro de 2025, o Ministério Público Federal (MPF) processou a Igreja Universal do Reino de Deus por prejudicar o sistema de Justiça, o acesso à Justiça e a liberdade de expressão, através de assédio judicial contra o jornalista e escritor João Paulo Cuenca. A ação pede que a igreja pague R$ 5 milhões em indenização por danos morais coletivos a projetos que enfrentam a violência contra jornalistas. O MPF afirmou que as ações em massa contra Cuenca foram um abuso do direito de petição e violaram a liberdade de expressão, visando silenciar o autor. Em 2020, Cuenca fez uma postagem crítica que gerou uma reação judicial da igreja, resultando em 144 ações quase idênticas contra ele, com pedidos de indenização totalizando 3,3 milhões de reais, causando grande estresse físico, emocional e financeiro ao escritor.

### Vasectomia
A Igreja Universal do Reino de Deus (IURD) está envolvida em uma controvérsia recente sobre vasectomia. Segundo relatos, a igreja teria obrigado pastores a se submeterem à cirurgia como requisito para casamento. Um ex-pastor da IURD chegou a entrar com uma ação na Justiça, cobrando uma indenização de R$ 100 mil, alegando que foi coagido a fazer a vasectomia. Essa controvérsia levantou questões sobre os direitos e liberdades individuais dentro da igreja, que nega as acusações.

### Fake news contra Manuela D'Ávila
Em abril de 2024, a Justiça do Rio Grande do Sul determinou que a Record e a IURD pagassem R$ 12.708 à ex-deputada gaúcha Manuela D’Ávila por danos morais, devido a declarações de um programa em 2022. Na atração, Renato Cardoso, genro de Edir Macedo, afirmou que Manuela teria apoiado um projeto favorável ao incesto. A emissora e a igreja recorreram da decisão no TJ-RS. A juíza afirmou que o uso da imagem de Manuela desinformou e ofendeu sua dignidade.